# Augustyn Pająk
Augustyn Pająk (ur. 8 lutego 1905 w Porębie, zm. 14 stycznia 1941 w KL Auschwitz) – polski nauczyciel, działacz społeczny.

## Życiorys
Urodził się 8 lutego 1905 roku w Porębie koło Pszczyny. Brał wraz z ojcem udział w III powstaniu śląskim. W 1922 roku wstąpił do Seminarium Nauczycielskiego w Pszczynie. Ukończył je w 1926 roku, po czym rozpoczął pracę jako nauczyciel w Kobiórze. Pracował tam krótko, gdyż został wkrótce powołany do służby wojskowej, którą odbył w Szkole Podchorążych Rezerwy Piechoty. Uzyskał tam stopień podporucznika, po czym wrócił do pracy nauczyciela.
We wrześniu 1928 roku został skierowany do pracy w szkole powszechnej w Katowickiej Hałdzie, położonej na terenie Katowic, a po miesiącu przeniesiono go do Szkoły Powszechnej nr 18 w Katowicach-Dębie. W 1934 roku ukończył Instytut Pedagogiczny w Katowicach.
W Dębie działał w licznych organizacjach społecznych – należał m.in. do Towarzystwa Czytelni Ludowych, Ligi Obrony Powietrznej i Przeciwgazowej, Narodowo-Chrześcijańskiego Zjednoczenia Pracy oraz do Oddziału Przysposobienia Wojskowego. Prowadził tutaj świetlicę dla bezrobotnych oraz zbierał informację o historii tej części Katowic. Działał także jako komendant Związku Rezerwistów, pisał artykuły do górnośląskich pism, a także kształcił się jako słuchacz kursu botaniczno-ogrodowego.
W 1936 roku zwrócił się do Wydziału Oświecenia Publicznego Śląskiego Urzędu Wojewódzkiego o przeniesienie go na stanowisko dyrektora szkoły w Brzozowicach-Kamieniu. W 1937 roku przeprowadził się do Stalowej Woli, gdzie pracował jako pracownik administracji w hucie „Stalowa Wola”. Tam też zastała go II wojna światowa. Wraz z innymi oficerami rezerwy i szeregowymi zorganizował Związek Walki Zbrojnej, który prowadził akcje sabotażowe i dywersyjne.
Po aresztowaniu 18 maja 1940 roku przez Gestapo został skazany na karę śmierci, która została zamieniona później na pobyt w niemieckim nazistowskim obozie koncentracyjnym KL Auschwitz. Tam też zmarł 14 stycznia 1941 roku.

## Oznaczenia
- Srebrny Krzyż Zasługi[2]
- Odznaka Grunwaldzka (pośmiertnie)[2]

## Upamiętnienie
- Skwer Augustyna Pająka w Katowicach, na terenie dzielnicy Dąb[6][7].
- Tablice upamiętniające żołnierzy SZP, ZWZ, AK i NOW obwodu Nisko – Stalowa Wola, na froncie bazyliki konkatedralnej Matki Bożej Królowej Polski w Stalowej Woli (nazwisko na tablicy)[8]